# أغتشة حصار
أغتشة حصار هي قرية في مقاطعة ساوجبلاغ، إيران. عدد سكان هذه القرية هو 1,049 في سنة 2006.